# Siemiatycze (gromada)
Siemiatycze – dawna gromada, czyli najmniejsza jednostka podziału terytorialnego Polskiej Rzeczypospolitej Ludowej w latach 1954–1972.
Gromady, z gromadzkimi radami narodowymi (GRN) jako organami władzy najniższego stopnia na wsi, funkcjonowały od reformy reorganizującej administrację wiejską przeprowadzonej jesienią 1954 do momentu ich zniesienia z dniem 1 stycznia 1973, tym samym wypierając organizację gminną w latach 1954–1972.
Gromadę Siemiatycze z siedzibą GRN w mieście Siemiatycze utworzono 1 stycznia 1972 w powiecie siemiatyckim w woj. białostockim z obszaru zniesionych gromad Baciki Średnie i Krupice.
Gromada Siemiatycze funkcjonowała przez dokładnie jeden rok (1972), czyli do kolejnej reformy gminnej. Z dniem 1 stycznia 1973 roku reaktywowano zniesioną w 1954 roku gminę Siemiatycze.